# Vernon P. Becker
Vernon P. Becker, född 18 september 1927 i Brooklyn, New York, död 10 januari 2017 i San Luis Obispo, Kalifornien, var en amerikansk filmproducent, regissör och manusförfattare. Becker var även verksam i Sverige.

## Regi
- 1971 – Dagmars heta trosor
- 1975 – Champagnegalopp
- 1985 – Boop Oop a Doop

## Filmmanus i urval
- 1967 – The Funniest Man in the World
- 1971 – Dagmars heta trosor
- 1972 – Swedish Wildcats
- 1975 – Champagnegalopp

## Producent i urval
- 1967 – The Funniest Man in the World
- 1971 – Dagmars heta trosor
- 1971 – Någon att älska
- 1972 – Swedish Wildcats
- 1985 – Boop Oop a Doop